# دانیلا مونه
دانیلا مونه (انگلیسی: Daniella Monet؛ زاده ۱ مارس ۱۹۸۹) یک هنرپیشه اهل ایالات متحده آمریکا است. وی از سال ۱۹۹۷ میلادی تاکنون مشغول فعالیت بوده‌است.

## فیلم‌ها
- ویکتوریوس در نقش ترینا وگا
  - آی کارلی در نقش ترینا وگا (اپیزود: "iPsycho")
- جوابش را پیدا کن در نقش خودش
- وینکس کلاب در نقش میتزی
- نانسی درو در نقش اینگا وینشتین
- دزدیدن پنج! در نقش گبی دیویس
- یک فیلم نسبتاً عجیب و غریب: بزرگ شو، تیمی ترنر! در نقش توتی
- یک کریسمس نسبتاً عجیب و غریب در نقش توتی
- یک تابستان نسبتاً عجیب و غریب در نقش توتی
- فرد: نمایش در نقش برتا
- فرد ۲: شبی که فرد زنده شد در نقش برتا
- فرد ۳ در نقش برتا
- بابای بچه در نقش سم شف (نقش دوره ای)